# Yushania bojieiana
Yushania bojieiana är en gräsart som beskrevs av Tong Pei Yi. Yushania bojieiana ingår i släktet yushanior, och familjen gräs. Inga underarter finns listade i Catalogue of Life.